# Lipotaxia segmentata
Lipotaxia segmentata là một loài bướm đêm trong họ Geometridae.